# Новогребельська сільська рада (Жашківський район)
Новогре́бельська сільська́ ра́да — колишня адміністративно-територіальна одиниця та орган місцевого самоврядування в Жашківському районі Черкаської області. Адміністративний центр — село Нова Гребля.

## Загальні відомості
- Населення ради: 769 осіб (станом на 2001 рік)

## Населені пункти
Сільській раді були підпорядковані населені пункти:
- с. Нова Гребля

## Склад ради
Рада складалась з 15 депутатів та голови.
- Голова ради:
- Секретар ради: Письменна Світлана Іванівна

### Керівний склад попередніх скликань
| Прізвище, ім'я, по батькові  | Основні відомості                                                 | Дата обрання | Дата звільнення |
| ---------------------------- | ----------------------------------------------------------------- | ------------ | --------------- |
| Верболоз Ярослав Іванович    | Сільський голова, 1979 року народження                            | 26.03.2006   | 31.10.2010      |
| Верболоз Ярослав Миколайович | Сільський голова, 1979 року народження, освіта вища, безпартійний | 31.10.2010   | 27.02.2015      |

Примітка: таблиця складена за даними сайту Верховної Ради України

### Депутати
За результатами місцевих виборів 2010 року депутатами ради стали:

#### За суб'єктами висування
| Суб'єкт висування               | Кількість обраних депутатів | %    |
| ------------------------------- | --------------------------- | ---- |
| Партія регіонів                 | 7                           | 46,7 |
| Самовисування                   | 7                           | 46,7 |
| Політична партія «Наша Україна» | 1                           | 6,7  |

#### За округами
| № округу                        | Прізвище, ім'я, по батькові   | Дата визнання обраним | Освіта             | Партійна приналежність                        | Відомості про обраного депутата                          |
| ------------------------------- | ----------------------------- | --------------------- | ------------------ | --------------------------------------------- | -------------------------------------------------------- |
| Партія регіонів                 |                               |                       |                    |                                               |                                                          |
| 1                               | Первой Максим Сергійович      | 02.11.2010            | вища               | позапартійний                                 | Новогребельська загальноосвітня школа І-ІІІ ст., вчитель |
| 3                               | Мамалига Галина Степанівна    | 02.11.2010            | середня            | позапартійна                                  | тимчасово не працює                                      |
| 5                               | Ленко Олексій Микитович       | 02.11.2010            | середня            | позапартійний                                 | пенсіонер                                                |
| 6                               | Мегеєв Петро Петрович         | 02.11.2010            | середня            | позапартійний                                 | пенсіонер                                                |
| 9                               | Тертичний Микола Петрович     | 02.11.2010            | вища               | позапартійний                                 | пенсіонер                                                |
| 10                              | Ужвенко Світлана Василівна    | 02.11.2010            | середня            | позапартійна                                  | Сільський магазин № 51, продавець                        |
| 13                              | Мицюк Микола Олексійович      | 02.11.2010            | середня            | позапартійний                                 | ПСП «Аскольд-Агро», водій                                |
| Політична партія «Наша Україна» |                               |                       |                    |                                               |                                                          |
| 14                              | Свистун Ніна Андріївна        | 26.12.2010            | середня спеціальна | член Політичної партії «Наша Україна»         | Новогребельська сільська рада, бухгалтер                 |
| Самовисування                   |                               |                       |                    |                                               |                                                          |
| 2                               | Гриценко Зінаїда Григорівна   | 02.11.2010            | вища               | член Всеукраїнського об'єднання «Батьківщина» | Новогребельська загальноосвітня школа І-ІІІ ст., вчитель |
| 4                               | Андрусик Діна Федорівна       | 02.11.2010            | середня            | позапартійна                                  | тимчасово не працює                                      |
| 7                               | Письменна Світлана Іванівна   | 02.11.2010            | вища               | позапартійна                                  | Новогребельська сільська рада, секретар                  |
| 8                               | Цимбалюк Юрій Юрійович        | 02.11.2010            | середня            | позапартійний                                 | тимчасово не працює                                      |
| 11                              | Подольська Людмила Миколаївна | 02.11.2010            | середня            | позапартійна                                  | пенсіонер                                                |
| 12                              | Цимбалюк Борис Іванович       | 02.11.2010            | вища               | член Комуністичної партії України             | пенсіонер                                                |
| 15                              | Часовенко Лариса Петрівна     | 26.12.2010            | середня спеціальна | позапартійна                                  | Новогребельський ДНЗ «Дзвіночок», завідувачка            |